# Chlum-Korouhvice
Chlum-Korouhvice (in tedesco Chlum-Korowitz) è un comune ceco situato nel distretto di Žďár nad Sázavou, nella regione di Vysočina.